# 14 Shades of Grey
 (novembre 2020).
Si vous disposez d'ouvrages ou d'articles de référence ou si vous connaissez des sites web de qualité traitant du thème abordé ici, merci de compléter l'article en donnant les références utiles à sa vérifiabilité et en les liant à la section « Notes et références ».
Albums de Staind
Break the Cycle
(2001) Chapter V
(2005)
Singles
1. Price to Play
Sortie : 10 avril 2003
2. So Far Away
Sortie : 17 juin 2003
3. How About You
Sortie : 26 janvier 2004
4. Zoe Jane
Sortie : 5 avril 2004

14 Shades of Grey est le quatrième album du groupe de nu metal américain Staind, sorti le 20 mai 2003. L'album continue à développer le son post-grunge vu sur l'album précédent du groupe, Break the Cycle, bien que les chansons de 14 Shades of Grey aient moins d'accroches pop, se concentrant davantage sur les émotions du frontman Aaron Lewis. C'est le dernier album du groupe à sortir chez Elektra Records.
L'album comprend quatre singles et débute à la première place du Billboard 200, avec des ventes de 220 000 exemplaires la première semaine. En juillet 2003, 14 Shades of Grey avait été certifié or, puis platine.

## Contexte
Après avoir terminé leur tournée, Staind a laissé le temps à Lewis et à sa femme de concevoir leur premier enfant et de s'adapter à leur rôle de parents pendant quelques mois. Le groupe a ensuite pris environ cinq semaines pour écrire de nouvelles chansons avant de commencer l'enregistrement à Los Angeles, dont une semaine à développer les chansons chez le producteur Josh Abraham. 
En janvier 2003, Staind a prévu une date de sortie le 6 mai pour leur quatrième album sans titre. Cette date a persisté jusqu'en mars au cours duquel un titre d'album a été annoncé. Cependant, celui-ci devait être retardé de quelques semaines.
Aaron Lewis raconte en détails le choix de la légèreté pour 14 Shades of Grey :
"C'est une sorte de progression logique où nous vieillissons maintenant. . . [Le guitariste Mike [Mushok] est marié, et moi aussi, je suis marié et j'ai un enfant, et nous sommes encore plus à l'aise avec nos paroles et nos métiers pour écrire des chansons."
Le guitariste Mike Mushok a décrit le titre de l'album dans une interview de 2003 :
"Je pense que c'est une sorte de référence à la façon dont dans la vie il y a le noir et le blanc et puis il y a cette zone grise. . . Je pense que plus on vieillit, plus on se rend compte que les choses sont grises et qu'il n'y a pas tellement de noir et de blanc."
La chanson "Layne" est un hommage à Layne Staley, le défunt chanteur d'Alice in Chains. La chanson "Zoe Jane" rend hommage à la fille aînée d'Aaron Lewis. Quelques clichés de Zoe Jane figurent dans la vidéo de "So Far Away".

## Liste des chansons
Toutes les paroles sont écrites par Aaron Lewis, toute la musique est composée par Staind.
| No  | Titre         | Durée |
| --- | ------------- | ----- |
| 1.  | Price To Play | 3:35  |
| 2.  | How About You | 3:57  |
| 3.  | So Far Away   | 4:04  |
| 4.  | Yesterday     | 3:46  |
| 5.  | Fray          | 5:04  |
| 6.  | Zoe Jane      | 4:36  |
| 7.  | Fill Me Up    | 4:24  |
| 8.  | Layne         | 4:25  |
| 9.  | Falling Down  | 3:55  |
| 10. | Reality       | 4:37  |
| 11. | Tonight       | 4:24  |
| 12. | Could It Be   | 4:43  |
| 13. | Blow Away     | 6:14  |
| 14. | Intro         | 4:28  |

## Certifications
| Pays                  | Certification | Unités certifiées |
| --------------------- | ------------- | ----------------- |
| Canada (Music Canada) | Or            | 50 000            |
| États-Unis (RIAA)     | Platine       | 1 000 000         |